# Flat Duo Jets
Flat Duo Jets war eine Rockabilly Band aus Carrboro und Chapel Hill in North Carolina. Sie war ein großer Einfluss auf viele Bands seit den 1990er Jahren, unter anderem die White Stripes.
Ihr erstes Album Flat Duo Jets wurde in den späten 1980er aufgenommen und Anfang der 1990er Jahre veröffentlicht. Außerdem spielte die Band zu dieser Zeit als Vorgruppe der Cramps auf einer nationalen Tournee. Ihr neuntes und letztes Album war gleichzeitig ihre erste Veröffentlichung bei einem Major Label (Outpost Records). Es wurde produziert von Scott Litt, der am besten bekannt ist als Produzent der Band R.E.M.
Der Sänger und Gitarrist Dexter Romweber verfolgte nach der Trennung der Band 1999 eine Solo-Karriere und trat unter anderem mit Cat Power, Squirrel Nut Zippers und Neko Case auf. Seine ältere Schwester Sara Romweber (die ein Gründungsmitglied der Band Snatches of Pink ist), tritt mit ihm als das Dexter Romweber Duo auf.
Der Schlagzeuger der Flat Duo Jets, Chris „Crow“ Smith veröffentlichte 2005 sein erstes Soloalbum. Der Bassist Tone Mayer verließ die Flat Duo Jets 1990 um sich der Band „The Chicken Wire Gang“ anzuschließen.
Fast zehn Jahre nach Trennung der Band wurde 2008 ein Live Soundtrack zu „Two Headed Cow“, einem Dokumentarfilm über Dexter Romweber und die Flat Duo Jets, veröffentlicht.

## Besetzung
- Dexter Romweber, Gitarre
- Chris „Crow“ Smith, Schlagzeug
- Griz „Tone“ Mayer, Bass (1988–1990)

## Diskografie
- In Stereo (1985, Dolphin Records)
- Flat Duo Jets (1990, Dog Gone Records)
- Go Go Harlem Baby (1991, Sky Records)
- Safari (1993, Norton Records)
- White Trees (1993, Sky Records)
- I'll Have A Merry Christmas Without You (1994, Norton Records)
- Introducing the Flat Duo Jets (1995, Norton Records)
- Dexmas 7"(1996, Permanent Records)
- Jet Set (1996, Norton Records)
- Red Tango (1996, Norton Records)
- Wild Blue Yonder (1998, Norton Records)
- Lucky Eye (1998, Outpost Records)
- Two Headed Cow (2008, Chicken Ranch Records)

## Fernseh- und Filmauftritte
- The Cutting Edge (1985, MTV)
- Athens, GA: Inside Out (1986)
- 120 Minutes (1990, MTV)
- Late Night with David Letterman (1990)
- Two Headed Cow (2006)
- It Might Get Loud (2009)